# Голубичская гидроэлектростанция
Голубичская гидроэлектростанция расположена на реке Крка в Шибенско-Книнской жупании Хорватии на территории Центральной Далмации.
Голубич — гидроэлектростанция небольшой мощности, установлено 2 агрегата мощностью по 3,75 МВт, использует воду реки Бутишница. Гидроэлектростанция расположена в 7 км от города Книн в деревне Голубич. Голубич — третья по величине гидроэлектростанция на Крке.

## Каскад ГЭС на реке Крка
- Голубичская гидроэлектростанция
- Кркич
- Милячка
- Рошки Слап
- Яруга